# Diecezja Rulenge-Ngara
Diecezja Rulenge-Ngara – diecezja rzymskokatolicka  w Tanzanii. Powstała w 1929 jako wikariat apostolski Bubuka. Diecezja od 1951 (pod nazwą Bukoba), od 1960 jako diecezja Rulenge, obecna nazwa od 2008.

## Biskupi diecezjalni
- Burcardo Huwiler,  † (1929 – 1946)
- Lorenzo Tétrault, M.Afr. † (1947 – 1951)
- Alfred Lanctôt, M.Afr. † (1951 – 1969)
- Christopher Mwoleka † (1969 – 1996)
- Severine Niwemugizi, od 1996